# سعد الحديثي
سعد الحديثي وهو أكاديمي وسياسي عراقي، كان الناطق الرسمي باسم مجلس الوزراء العراقي في حكومة حيدر العبادي. عمل سابقا أستاذا للعلوم السياسية في جامعة بغداد ورئيسا لقسم الإعلام في الجامعة العراقية.
شغل منصب عضو في الجمعية الوطنية الانتقالية المؤقتة عامي 2004 و2005. يشغل حاليا منصب الناطق باسم رئاسة مجلس الوزراء.
ترشح في انتخابات عام 2010 ضمن القائمة العراقية الوطنية برئاسة إياد علاوي وطارق الهاشمي،